# Hubertus Bräu
Die Brauerei Hubertus Bräu ist eine Privatbrauerei in Laa an der Thaya in Niederösterreich. Das Braurecht der Bierbrauerei stammt von 1454, damit zählt sie zu den ältesten in Österreich. Seit Anfang 2022 ist die Brauerei Mitglied im „Verein der Unabhängigen Privatbrauereien Österreichs“.

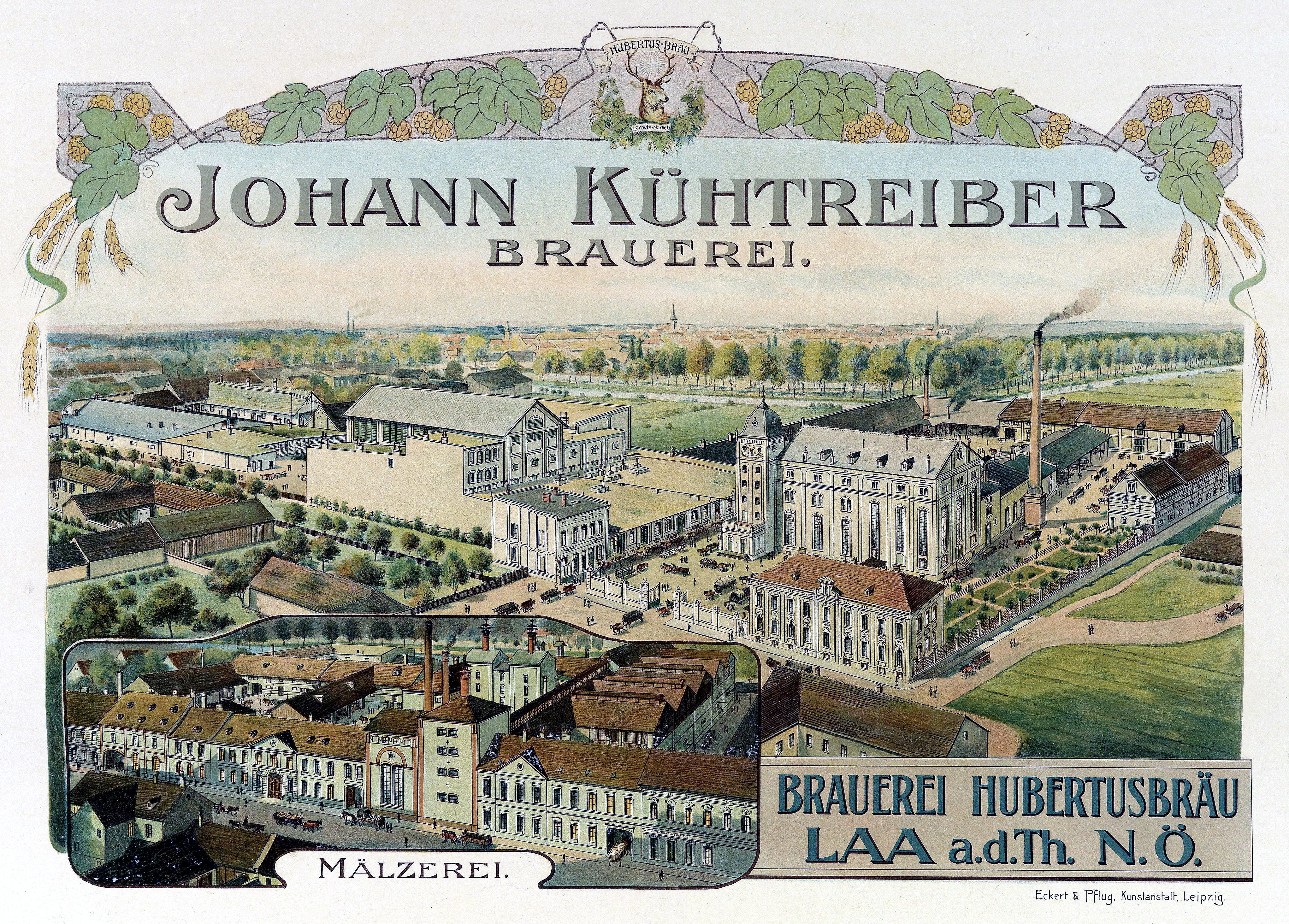
Werbeplakat um 1900

## Brauerei in der Stadt Laa

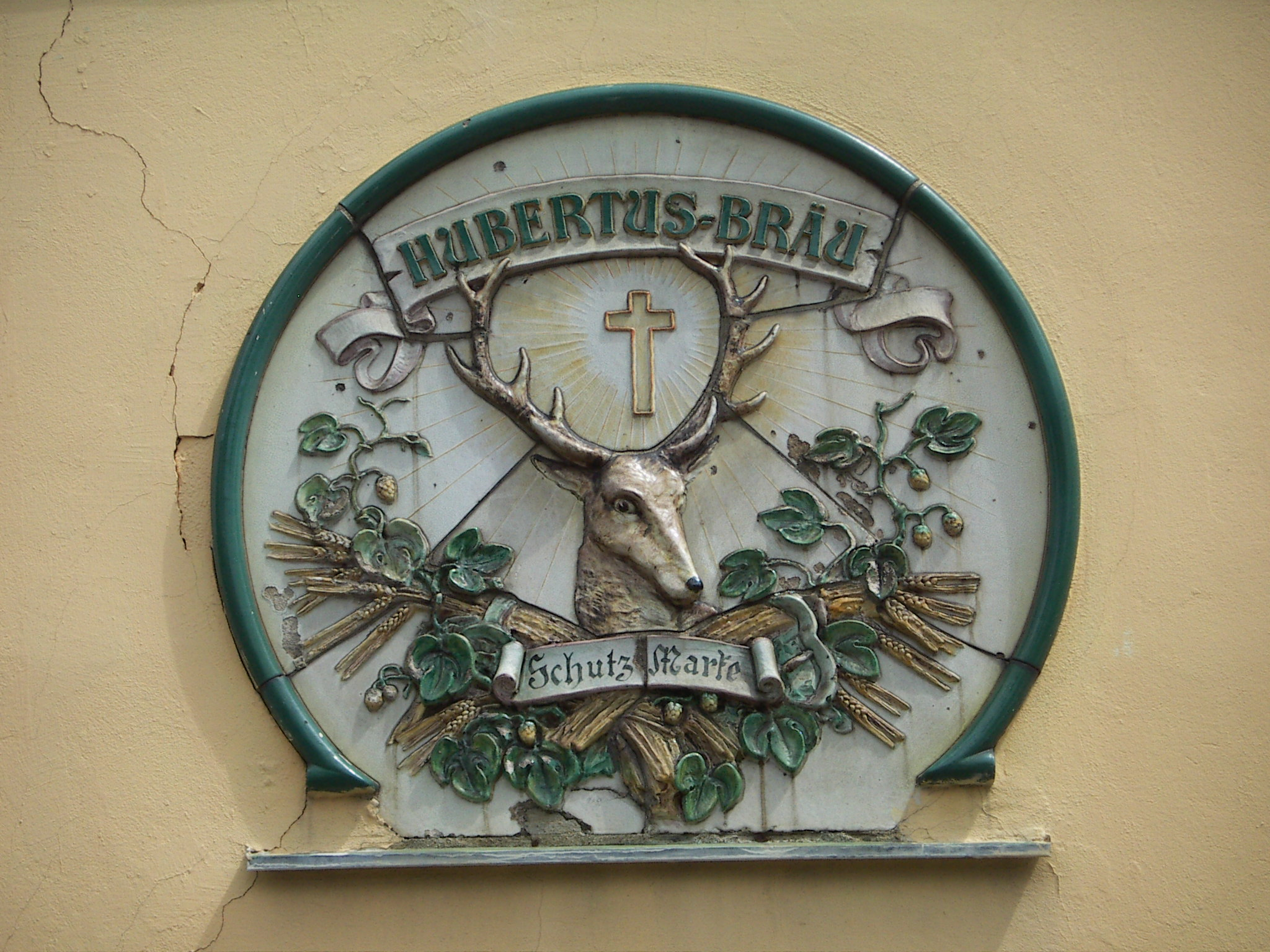
Historisches Logo bei einem Auslieferungslager in Wien

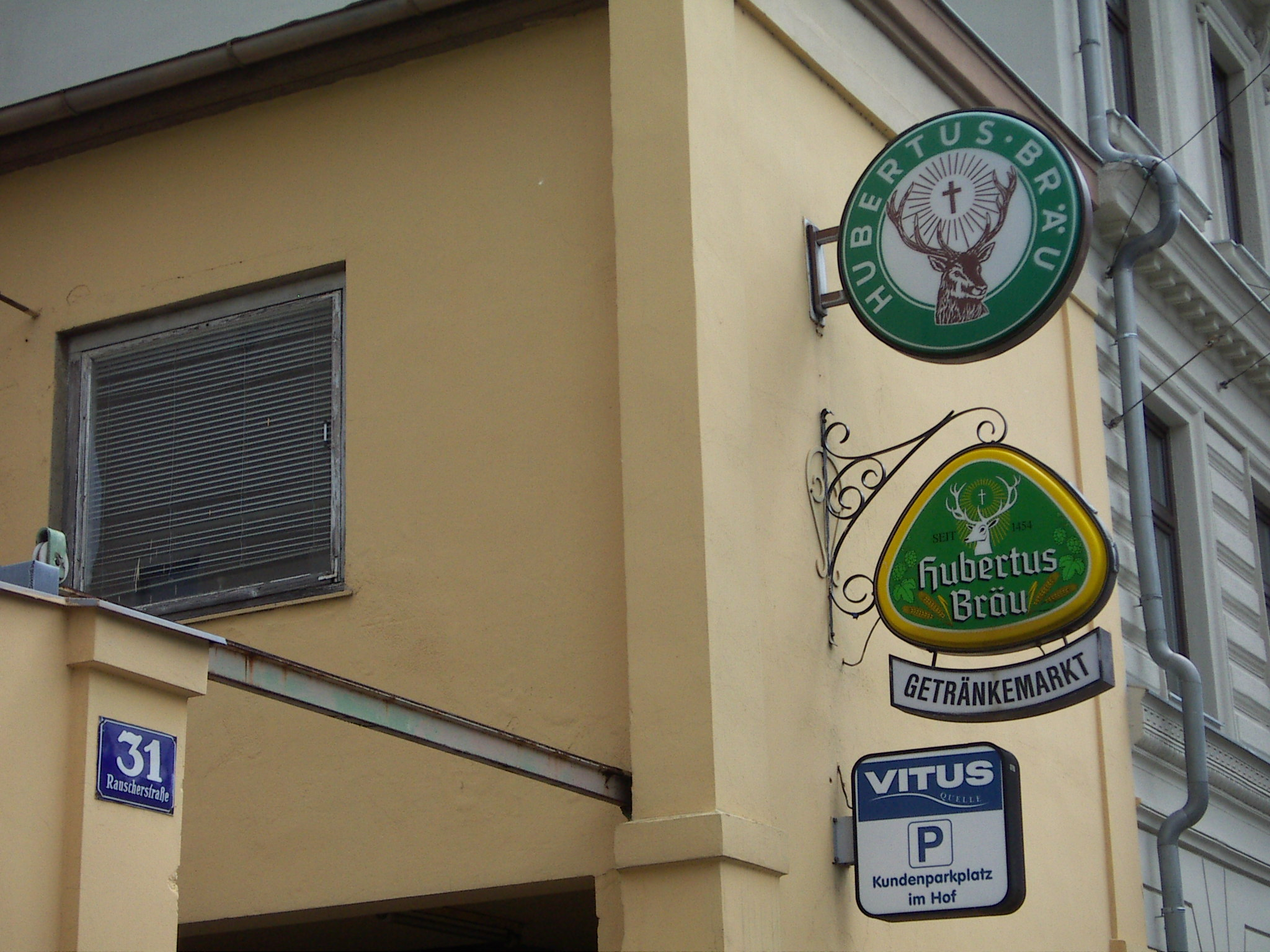
Diverse Leuchtreklamen beim Auslieferungslager Rauscherstr. 31 in Wien-Brigittenau (abgebrochen)

Das ursprüngliche Braurecht erhielt die Stadt Laa von Herzog  Ladislaus Postumus. Dafür mussten ihm die Bürger der Stadt zu den Feiertagen jeweils ein Fass Bier liefern. Das Braurecht wurde von der Stadt bis 1847 verpachtet. Als die Brauerei in wirtschaftlichen Schwierigkeiten steckte, versuchte die Stadt, die Brauerei zu verkaufen. Da sich keine anderen Käufer fanden, kaufte der damalige Bürgermeister von Laa, Anton Kühtreiber, sowohl das Braurecht als auch die Brauerei. Seitdem führt die Familie in sechster Generation die Brautradition. 1978 wurde ein neuer Gär- und Lagerkeller und 1986 ein neues Sudhaus in Betrieb genommen.

## Bier
Das sehr weiche Wasser, das für die Brauerei notwendig ist, wird aus dem hauseigenen Brunnen auf Laaer Stadtgebiet aus einer Tiefe von 238 m gewonnen. Hopfen wird aus Saaz in Tschechien und aus Oberösterreich bezogen, das Malz aus dem Burgenland und Niederösterreich.
Während die Brauerei bis zum Ersten Weltkrieg auch in die Kronländer lieferte, brach dieser Markt mit dem Zerfall der Monarchie weg. Heute ist das Hauptabsatzgebiet das Weinviertel und das Waldviertel bis nach Wien. Aus diesem Grund befinden sich noch mehrere Außenlager in diesen Gebieten.

### Produkte
| Biertyp       | Alkoholgehalt | Stammwürze |
| ------------- | ------------- | ---------- |
| Märzen        | 5,1 %         | 11,9 °     |
| Pils          | 5,4 %         | 12,5 °     |
| Dunkel        | 3,9 %         | 12,4 °     |
| Herrnpils     | 5,7 %         | 13,2 °     |
| Festbock      | 7,5 %         | 16,9 °     |
| Gerstengold   | 4,5 %         | 10,6 °     |
| Radler        | 2,5 %         |            |
| Zwickl        | 5,6 %         | 12,7°      |
| Easy Pils     | 4,6 %         | 11,4°      |
| Lager Classic | 5,2 %         | 12,1°      |

## Mineralwasser
In der zweiten Hälfte des 20. Jahrhunderts wurde neben der bestehenden eine zweite Tiefenquelle in der Nähe gebohrt, die trotz der gleichen Tiefe ein hartes Wasser liefert. Diese Quelle ist eine artesische, so dass nicht gepumpt werden muss. Sie ist dem Stadtheiligen, der auch Schutzheiliger der Bierbrauer ist, St. Vitus geweiht. Dieses Wasser wurde in den 1970er Jahren als Mineralwasser anerkannt und wird sowohl als reines Mineralwasser als auch mit Geschmackzusätzen als Limonaden ebenfalls unter dem Namen Vitus vermarktet.

## Sonstiges
In den 1950er und frühen 1960er Jahren erzeugte die Brauerei in ihrer Mälzerei auch Backmalz-Extrakt, das an Bäcker in der Region geliefert wurde.
Die Brauerei ist Mitglied im Brauring, einer Kooperationsgesellschaft privater Brauereien aus Deutschland, Österreich und der Schweiz.